# Timoteo Torres Esquivel
Timoteo Torres Esquivel (Toledo, 29 de abril de 1969), nacido como Luis Antonio Torres Esquivel, es un obispo ortodoxo colombiano perteneciente a la Metrópolis de México del Patriarcado Ecuménico de Constantinopla.Es el primer obispo ortodoxo de origen colombiano. 

## Biografía
Luis Antonio Torres Esquivel nació el 29 de abril de 1969 en Toledo, Norte de Santander, Colombia. Criado como católico, descubrió la ortodoxia cuando vio en televisión al entonces arzobispo de Chipre Makarios III. Fue a Grecia para estudiar en la Escuela de Teología de la Universidad Aristóteles de Salónica  Fue acogido y bautizado en la Iglesia Ortodoxa de Katerini por el entonces Metropolitano de Kitrou, Katerini y Platamonos, Agathonikos. Posteriormente fue ordenado sacerdote por el mismo metropolitano en la Santa Metrópoli de Kitros, Katerinis y Platamonos.
El 31 de agosto de 2020 fue elegido por el Santo Sínodo del Patriarcado Ecuménico de Constantinopla obispo titular de Aso y vicario de la metrópolis de México. El 5 de octubre de 2020 tuvo lugar el anuncio oficial de su elección en la Catedral de San Jorge en Fanar, tras lo cual tuvo lugar un encuentro personal el entonces Archimandrita Timoteo con el Patriarca Bartolomé de Constantinopla.
El 8 de noviembre de 2020 fue consagrado obispo y nombrado obispo de la metrópolis de México en la Santa Iglesia de la Dormición de la Virgen en Bogotá. La consagración fue realizada por el entonces metropolitano Atenágoras de México, contando además como coconsagrantes al arzobispo de Dallas y Sudamérica, Alexander Metropolia; y al obispo Atenágoras de Mirina.